# Crypturellus
Crypturellus Brabourne & Chubb, 1914 è un genere di uccelli appartenente alla famiglia dei Tinamidi.

## Etimologia
Crypturellus deriva dal greco kruptos= nascosto e oura = coda, con l'aggiunta del suffisso diminutivo latino ellus.

## Descrizione
Sono uccelli di grandezza variabile dai 20 cm di Crypturellus parvirostris ai 32,5 cm di Crypturellus noctivagus; la femmina è in genere più grande e pesante del maschio.

## Biologia
Si nutrono di semi, insetti, frutti e molluschi.

## Distribuzione e habitat
Vivono nelle foreste equatoriali, tropicali o subtropicali e nelle savane.

## Tassonomia
Comprende le seguenti specie:
- Crypturellus berlepschi Rothschild, 1897 - tinamo di Berlepsch
- Crypturellus cinereus (Gmelin, 1789) - tinamo cenerino
- Crypturellus soui (Hermann, 1783) - tinamo piccolo
- Crypturellus ptaritepui Zimmer e Phelps, 1945 - tinamo dei tepui
- Crypturellus obsoletus (Temminck, 1815) - tinamo bruno
- Crypturellus undulatus (Temminck, 1815) - tinamo ondulato
- Crypturellus transfasciatus (Sclater e Salvin, 1878) - tinamo sopraccigli chiari
- Crypturellus strigulosus (Temminck, 1815) - tinamo del Brasile
- Crypturellus duidae Zimmer, 1938 - tinamo zampegrigie
- Crypturellus erythropus (Pelzeln, 1863) - tinamo zamperosse
- Crypturellus noctivagus (Wied, 1820) - tinamo zampegialle
- Crypturellus atrocapillus (Tschudi, 1844) - tinamo capinero
- Crypturellus cinnamomeus (Lesson, 1842) - tinamo cannella
- Crypturellus boucardi (Sclater, 1859) - tinamo pettoardesia
- Crypturellus kerriae (Chapman, 1915) - tinamo del Chocò
- Crypturellus variegatus (Gmelin, 1789) - tinamo variegato
- Crypturellus brevirostris (Pelzeln, 1863) - tinamo rugginoso
- Crypturellus bartletti (Sclater e Salvin, 1873) - tinamo di Bartlett
- Crypturellus parvirostris (Wagler, 1827) - tinamo beccopiccolo
- Crypturellus casiquiare (Chapman, 1929) - tinamo barrato
- Crypturellus tataupa (Temminck, 1815) - tinamo tataupa